# Ħ (слово латинице)
Ħ (мало слово: ħ) је слово латинице, изведено из слова H са додатком црте. Користи се у малтешком, где представља безвучни задњонепчани фрикатив, које је исти као сугласник који семитски алфабети означавају словом хет: арап. ح, хебр. ח. Мало слово ħ се користи у међународном фонетском алфабету да представи исти глас. Први пут се јавља да означи овај глас 1556. године у радовима Мартина Переза де Ајале, са малим изменама из Речника Педра де Алкале.
У стандарду Unicode, симбол изведен из овог малог слова, ℏ (U+210F), представља редуковану Планкову константу у квантној механици. У овом контексту, изговара се „прецртано х”.
Мало слово такође је слично ћириличном слову ћ и астрономском симболу за Сатурн (♄).